# 姫かたり
姫かたり（ひめかたり）は古典落語の演目の一つ。
主な演者として、5代目古今亭志ん生や3代目三遊亭金馬、2代目三遊亭円歌など、現在では
7代目立川談志などがいる。

## あらすじ
耳を澄ますと、正月の飾りを売る男の声が聞こえてくる。
「市やまけた。市やまけた。しめか飾りかだいだいか」
時は十二月の十七日。浅草寺の境内は、年の市でにぎわっていた。

そんな喧騒の中を、お供を連れたお嬢様が通りかかった。年のころは17・8、水も滴るようないい女だ。
「あれは楊貴妃の再来か。普賢菩薩か常盤御前、袈裟御前か晩の御前…」
見物人がうっとりと見とれていると、そのお嬢様がいきなりひっくり返った。

どうやら持病の『癪』が出たらしい。お供のものは大慌てで、お嬢様を近くの【大野林庵】と言う先生の所へ担ぎ込む。
「この方は、とあるお大名の姫だ。浅草観音へご参詣の折、にわかの緒差込で難渋しておる。如何か見て差し上げてくれ」

「かしこまりました」
一世一代の大仕事に、林庵先生、張り切ってお嬢様の診察を開始した。
「苦しうない。もそっと近うへ…」

「は、ハイ…｣
とりあえず触診と言う事になり、お嬢様の胸に手をかける。柔らかい肌…ふくよかな胸…。つい、力をこめてムギュッ!!
途端にお嬢様が「あれぇ！」。

すぐさま長いものを引っこ抜いたお供がなだれ込み、先生哀れ捕まった。
「観世音参詣の帰りゆえ、殺生はしたくないが、こんなことが漏れたらみどもは切腹をまぬがれない。一同の者へ口止め料を出してくれぬか？」

「ハイ！！　で、いかほど…」

「二百両で如何じゃ？」
二百両渡すと、いきなりお嬢様が跳ね起きて先生をにらみつけた。
「やい、東庵、医者のくせに金貸しまでして、たいそうため込んだそうじゃないか。だから、一芝居うったんだ。これにこりて妙なまねをするんじゃないぞ。」
尻っぱしょりで、懐手。啖呵を切ると、お供とともに意気揚々と引き上げていく。ぽかんとする先生の耳に、売り子の声が聞こえてきた。
「医者負けた。医者負けた。姫かかたりか。」
先生思わず「大胆な…」

## その他
いわゆる『艶笑落語』と言う奴で、しかも落ちが売り声にかけたものであるため、現在はあまり演じられていない。